# Lubię cię
Lubię cię - utwór polskiej piosenkarki Ramony Rey z jej drugiego, studyjnego albumu Ramona Rey 2. Został wydany jako czwarty singel promujący album. Producentem i autorem muzyki jest Tel Arana. Tekst piosenki napisała Ramona Rey.

## Teledysk
30 marca 2010 został nakręcony teledysk do utworu. Reżyserią zajął się Tomasz Siatkowski. Scenariusz napisał Tel Arana. Projekt sfinansowała firma Pepsi. Premiera klipu miała miejsce 19 czerwca 2010 w warszawskim klubie The Eve. Wystąpił w nim gościnnie Patryk Rożniecki, uczestnik drugiej polskiej edycji programu You can dance - Po prostu tańcz.

Klip przedstawia piosenkarkę oblewającą nagiego tancerza (w tej roli Różniecki) farbami w różnych kolorach. Całość przeplatana jest jego tańcem i zbliżeniami na artystkę.

W teledysku pojawia się reklama Pepsi, w postaci puszki napoju znajdującej się między puszkami farb.

## Lista ścieżek
- Lubię cię (wersja albumowa) - 3:13
- Lubię cię (wersja teledyskowa) - 4:17

## Remixy
- Lubię cię (Villalobos remix) - 5:21